# 버뮤다 트라이앵글 ~컬러풀 파스토랄레~
버뮤다 트라이앵글 ~컬러풀 파스토랄레~(バミューダトライアングル 〜カラフル・パストラーレ〜, Bermuda Triangle: Colorful Pastrale)은 스튜디오 세븐 아크스가 제작한 일본 오리지널 애니메이션 TV 시리즈이다. 이 시리즈는 2019년 1월 12일부터 3월 30일까지 방영되었다.

## 제작 및 출시
이 시리즈는 카드파이트!! 뱅가드 이벤트에서 발표되었다. 이 시리즈는 부시로드가 제작하고 세븐 아크스가 애니메이션을 제작했으며 니시무라 준지가 감독을 맡고 요코테 미치코가 각본을 맡았다. 하시모토 타카요시는 후지마 타쿠야가 제작한 오리지널 디자인을 바탕으로 시리즈 캐릭터를 디자인하고 있다. 2019년 1월 12일부터 3월 30일까지 도쿄 MX에서 방영되었다. 센타이 필름웍스가 이 시리즈의 라이선스를 취득했다.

## 주제곡
- 오프닝: "Wonderland Girl" - Pastel*Palettes
- 엔딩: "Bubble" - Bermuda Triangle